# Gennadi Tatarinov
Pour les articles homonymes, voir Tatarinov.
Gennadi Tatarinov, né le 20 avril 1991 à Kopeïsk, est un coureur cycliste russe.

## Biographie
En 2012, il termine septième du Tour de l'Avenir. 

## Palmarès
- 2008
  - 2e du Trofeo Buffoni
- 2009
  - Gran Premio dell'Arno
  - 1re étape des Tre Giorni Orobica
  - 2e des Tre Giorni Orobica
  - 2e de la Coppa Pietro Linari
  - 2e du Giro della Lunigiana
  - 3e du championnat de Russie sur route juniors
- 2012
  - 1re (contre-la-montres par équipes) et 4e étapes de l'Heydar Aliyev Anniversary Tour
- 2013
  - 3e du championnat de Russie sur route espoirs

## Classements mondiaux
| Année           | 2012 | 2013 |
| --------------- | ---- | ---- |
| UCI Europe Tour | 501e | 972e |